# Patrice Perna
Pour les articles homonymes, voir Perna.
Patrice Perna est un scénariste de bande dessinée et un journaliste français, né le 14 février 1966 en banlieue parisienne.

## Biographie
Né le 14 février 1966 en banlieue parisienne, Patrice Perna est scénariste de bande dessinées et journaliste. 
Après des études littéraires et un BTS de publicité, il s’oriente finalement vers le dessin en autodidacte et commence sa carrière d’illustrateur dans une agence de publicité (Twin Cam). C’est là qu’il fait la rencontre de Christian Debarre (Bar2) et de Fane. À ses côtés il crée Skud, une série d’anticipation publiée aux éditions Vents d'Ouest.
En parallèle, il découvre le monde du journalisme et quitte celui du dessin pour s’y consacrer exclusivement. Il devient alors reporter au magazine Auto Verte (Éditions Larivière) pour lequel il couvre notamment la rubrique sport aventure. Sans jamais vraiment abandonner sa passion pour la BD, il réalise de nombreux reportages sur le Paris-Dakar, se liant d’amitiés avec Jean-Pierre Fontenay (vainqueur du Dakar en 1998) avec qui il coécrit la série Calagan dessinée par Fane. Devenu Rédacteur en chef de Tout terrain Magazine (Motorpresse France), il crée avec Henri Jenfèvre la série Tuning Maniacs.
Il quitte le journalisme pour se consacrer uniquement à la bande dessinée en 2010 à la suite du succès du Joe Bar Team tome 7 pour lequel il a réalisé le scénario. Depuis, il multiplie les collaborations avec différents auteurs dont son acolyte Fabien Bedouel avec qui il se lance dans la bande dessinée réaliste, abordant des thèmes plus historiques qu’il intègre dans des fictions (Kersten médecin d’Himmler, Forçats, Darnand le bourreau Français).
En 2018, il renoue avec sa passion du journalisme en réalisant un reportage au Sénégal pour la revue XXI sur le massacre de tirailleurs sénégalais en 1944 à Thiaroye. Son article donnera naissance à un album publié aux Arènes et dessiné par Nicolas Otero : Morts par la France. En 2019, Patrice Perna prépare Valhalla Hotel avec Fabien Bedouel et La Part de l'ombre avec Francisco Ruizgé.

## Œuvres

### Bande dessinée historique
- Kersten, le médecin d'Himmler, tome 1, Pacte avec le mal, Glénat, 2015
Scénario : Pat Perna - Dessin : Fabien Bedouel - Couleurs : Florence Fantini -  (ISBN 978-2-344-00058-8)

- Kersten, le médecin d'Himmler, tome 2, Au nom de l'humanité, Glénat, 2015
Scénario : Pat Perna - Dessin : Fabien Bedouel - Couleurs : Florence Fantini -  (ISBN 978-2-344-00929-1)

- Forçats, tome 1, Dans l'enfer du bagne, Les Arènes, 2016
Scénario : Pat Perna - Dessin : Fabien Bedouel - Couleurs : Florence Fantini -  (ISBN 978-2-352-04549-6)

- Forçats, tome 2, Le Prix de la liberté, Les Arènes, 2017
Scénario : Pat Perna - Dessin : Fabien Bedouel - Couleurs : Florence Fantini -  (ISBN 978-2-352-04614-1)

- Darnand, le bourreau français, tome 1, Rue de Sèvres, 2018
Scénario : Pat Perna - Dessin : Fabien Bedouel - Couleurs : Sandrine Bonini et Ariane Borra -  (ISBN 978-2-369-81364-4)

- Darnand, le bourreau français, tome 2, Rue de Sèvres, 2018
Scénario : Pat Perna - Dessin : Fabien Bedouel - Couleurs : Sandrine Bonini et Ariane Borra -  (ISBN 978-2-369-81614-0)

- Darnand, le bourreau français, tome 3, Rue de Sèvres, 2019
Scénario : Pat Perna - Dessin : Fabien Bedouel - Couleurs : Sandrine Bonini et Ariane Borra -  (ISBN 978-2-369-81104-6)

- Morts par la France, Les Arènes - XXI, 2018
Scénario : Pat Perna - Dessin et couleurs : Nicolas Otéro -  (ISBN 978-2-352-04739-1)

- Saint Pierre, une menace pour l'empire romain, Glénat - Éditions du Cerf, 2019
Scénario : Pat Perna - Dessin : Marc Jailloux - Couleurs : Florence Fantini -  (ISBN 978-2-344-02838-4)

- 1/2 La part de l'ombre - Tuer Hitler, Glénat, Grenoble, janvier 2021
Scénario : Patrice Perna - Dessin : Francisco Ruizgé - Couleurs : Delf - 9781344033142

- 2/2 La part de l'ombre - Rendre justice, Glénat, Grenoble, octobre 2021
Scénario : Patrice Perna - Dessin : Francisco Ruizgé - Couleurs : Delf - 9781344033159

- Kosmos, Delcourt (ISBN 978-2-413-04041-5)
Scénario : Pat Perna - Dessin : Fabien Bedouel - Couleurs : 2021

- Shibumi, Les Arènes, 2022

Scénario : Pat Perna - Dessin Jean-Baptiste Hostache
- Gregory, Les Arènes, 2024

Scénario : Pat Perna - Dessin Christophe Gaultier Préface : Jean-Marie Villemin - Postface : Jacques Expert

### Bande dessinée fantastique
- Skud, Vents d'Ouest, 1992
Scénario : Pat Perna - Dessin : Fane -  (ISBN 2-86967-197-0)

- Valhalla Hotel, Glénat, 2021
Scénario : Pat Perna - Dessin : Fabien Bedouel -  (ISBN 9-782344-043783)

### Bande dessinée d'humour
- Rallye Raid Calagan[6]., Vents d'Ouest, 2000
Scénario : Pat Perna et Jean-Pierre Fontenay - Dessin : Fane -  (ISBN 2-86967-896-7)

- Précis de bonne conduite, Vents d'Ouest, 2002
Scénario : Pat Perna - Dessin : Fane -  (ISBN 2-7493-0046-0)

- Tuning maniacs, tome 1, Vents d'Ouest, 2005
Scénario : Pat Perna - Dessin : Henri Jenfèvre -  (ISBN 2-7493-0172-6)

- Tuning maniacs, tome 2, Vents d'Ouest, 2006
Scénario : Pat Perna - Dessin : Henri Jenfèvre -  (ISBN 2-7493-0307-9)

- Tuning maniacs, tome 3, Vents d'Ouest, 2007
Scénario : Pat Perna - Dessin : Henri Jenfèvre - Couleurs : Pierre Schelle -  (ISBN 978-2-7493-0354-3)

- Tuning maniacs, tome 4, Vents d'Ouest, 2008
Scénario : Pat Perna - Dessin et couleurs : Henri Jenfèvre -  (ISBN 978-2-7493-0425-0)

- Tuning maniacs, tome 5, Vents d'Ouest, 2011
Scénario : Pat Perna - Dessin et couleurs : Henri Jenfèvre -  (ISBN 978-2-356-48067-5)

- Paddock, les coulisses de la F1, tome 1, Vents d'Ouest, 2007
Scénario : Pat Perna - Dessin : Juan - Couleurs : Le Prince -  (ISBN 978-2-7493-0396-3)

- Paddock, les coulisses de la F1, tome 2, Vents d'Ouest, 2008
Scénario : Pat Perna - Dessin : Juan - Couleurs : Le Prince -  (ISBN 978-2-7493-0426-7)

- Paddock, les coulisses de la F1, tome 3, Vents d'Ouest, 2009
Scénario : Pat Perna - Dessin : Juan - Couleurs : Le Prince -  (ISBN 978-2-7493-0526-4)

- Paddock, les coulisses de la F1, tome 4, Vents d'Ouest, 2012
Scénario : Pat Perna - Dessin : Juan - Couleurs : Le Prince -  (ISBN 978-2-7493-0580-6)

- Camping globe trotter car, tome 1, 12 bis, 2008
Scénario : Pat Perna - Dessin : Philippe Bercovici -  (ISBN 978-2-356-48031-6)

- Camping globe trotter car, tome 2, 12 bis, 2009
Scénario : Pat Perna - Dessin : Philippe Bercovici -  (ISBN 978-2-356-48045-3)

- Camping globe trotter car, tome 3, 12 bis, 2010
Scénario : Pat Perna - Dessin : Philippe Bercovici - Couleurs : Agnès -  (ISBN 978-2-356-48153-5)

- Joe Bar Team, tome 7 [7], Vents d'Ouest, 2010
Scénario : Pat Perna - Dessin : Henri Jenfèvre - Couleurs : David Lunven -  (ISBN 978-2-7493-0517-2)

- Journal insomniaque d'une femme de Ronfleur, tome 1, 12 bis, 2010
Scénario : Pat Perna - Dessin : Eric Godeau - Couleurs : Bonaventure -  (ISBN 978-2-356-48171-9)

- Monique & Robert, tome 1, 12 bis, 2011
Scénario : Pat Perna - Dessin : Philippe Bercovici - Couleurs : Agnès -  (ISBN 978-2-356-48245-7)

- La Question de Dieu, 12 bis, 2011
Scénario : Pat Perna - Dessin : Laëtitia Coryn - Couleurs : Pat Ryu -  (ISBN 978-2-356-48246-4)

- Dites pas ça à un breton pour éviter tout malentendu, 12 bis, 2012
Scénario : Pat Perna - Dessin : Philippe Bercovici -  (ISBN 978-2-356-48347-8)

- Dans la peau de Zlatan, tome 1, 12 bis, 2013
Scénario : Pat Perna - Dessin : Philippe Bercovici - Couleurs : Florence Fantini -  (ISBN 978-2-356-48505-2)

- Dans la peau de Zlatan, tome 2, 12 bis, 2014
Scénario : Pat Perna - Dessin : Philippe Bercovici - Couleurs : Florence Fantini -  (ISBN 978-2-344-00554-5)

- Mon tour du monde en 4L, tome 1, De Meudon à Dakar, approximativement..., Vents d'Ouest, 2015
Scénario : Pat Perna - Dessin : Juan - Couleurs : Le Prince -  (ISBN 978-2-7493-0751-0)

## Prix et distinctions
- 2015 :  prix Saint-Michel du meilleur scénario[8] pour Kersten, le médecin d'Himmler (avec Fabien Bedouel)
- 2015 :  Prix des lecteurs France 3 au Festival de l'Alpes d'Huez[9] pour Kersten, le médecin d'Himmler (avec Fabien Bedouel)
- 2020 :  Prix européen de la BD chrétienne Gabriel[10] pour Saint Pierre, une menace pour l'Empire Romain, avec Marc Jailloux (dessin), Florence Fantini (couleurs) et Bernard Lecomte (documentation historique).
- 2022 :  Prix de la bande dessinée Géopolitique-histoire contemporaine organisé par le Centre d'Instruction Navale de Brest pour Kosmos[11]
- 2023 :  Festival Regards Noirs de Niort prix Georges Clouzot 2023[12]